# 109 Dywizja Strzelecka (ZSRR)
109 Dywizja Strzelecka (ros. 109-я стрелковая дивизия) – związek taktyczny piechoty Armii Czerwionej.
29 stycznia 1942 roku w Sewastopolu 2 Dywizję Strzelecką przemianowano na 109 DS. Ostatni bój dywizja stoczyła 7 lipca. Oficjalnie rozformowana 30 lipca 1942.

## Struktura organizacyjna
- 381 Pułk Strzelecki
- 456 Pułk Strzelecki
- 602 Pułk Strzelecki
- 404 Pułk Artylerii Lekkiej